# Moure (Póvoa de Lanhoso)
Moure é uma povoação portuguesa do Município de Póvoa de Lanhoso que foi sede da extinta Freguesia de Moure, freguesia que tinha 1,15 km² de área e 242 habitantes (2011), e, por isso, uma densidade populacional de 210,4 hab./km².
A Freguesia de Moure foi extinta (agregada) pela última Reorganização administrativa do território das freguesias, de acordo com a Lei n.º 11-A/2013 de 28 de Janeiro, tendo o seu território sido agregado ao da Freguesia de Águas Santas para constituir a União de freguesias de Águas Santas e Moure com sede em Águas Santas.

## População
| População da freguesia de Moure (1864 – 2011) | População da freguesia de Moure (1864 – 2011) | População da freguesia de Moure (1864 – 2011) | População da freguesia de Moure (1864 – 2011) | População da freguesia de Moure (1864 – 2011) | População da freguesia de Moure (1864 – 2011) | População da freguesia de Moure (1864 – 2011) | População da freguesia de Moure (1864 – 2011) | População da freguesia de Moure (1864 – 2011) | População da freguesia de Moure (1864 – 2011) | População da freguesia de Moure (1864 – 2011) | População da freguesia de Moure (1864 – 2011) | População da freguesia de Moure (1864 – 2011) | População da freguesia de Moure (1864 – 2011) | População da freguesia de Moure (1864 – 2011) |
| --------------------------------------------- | --------------------------------------------- | --------------------------------------------- | --------------------------------------------- | --------------------------------------------- | --------------------------------------------- | --------------------------------------------- | --------------------------------------------- | --------------------------------------------- | --------------------------------------------- | --------------------------------------------- | --------------------------------------------- | --------------------------------------------- | --------------------------------------------- | --------------------------------------------- |
| 1864                                          | 1878                                          | 1890                                          | 1900                                          | 1911                                          | 1920                                          | 1930                                          | 1940                                          | 1950                                          | 1960                                          | 1970                                          | 1981                                          | 1991                                          | 2001                                          | 2011                                          |
| 319                                           | 326                                           | 321                                           | 309                                           | 329                                           | 303                                           | 319                                           | 297                                           | 313                                           | 303                                           | 223                                           | 235                                           | 275                                           | 259                                           | 242                                           |